# Regionaler Naturpark Normandie-Maine

Logo des Parks

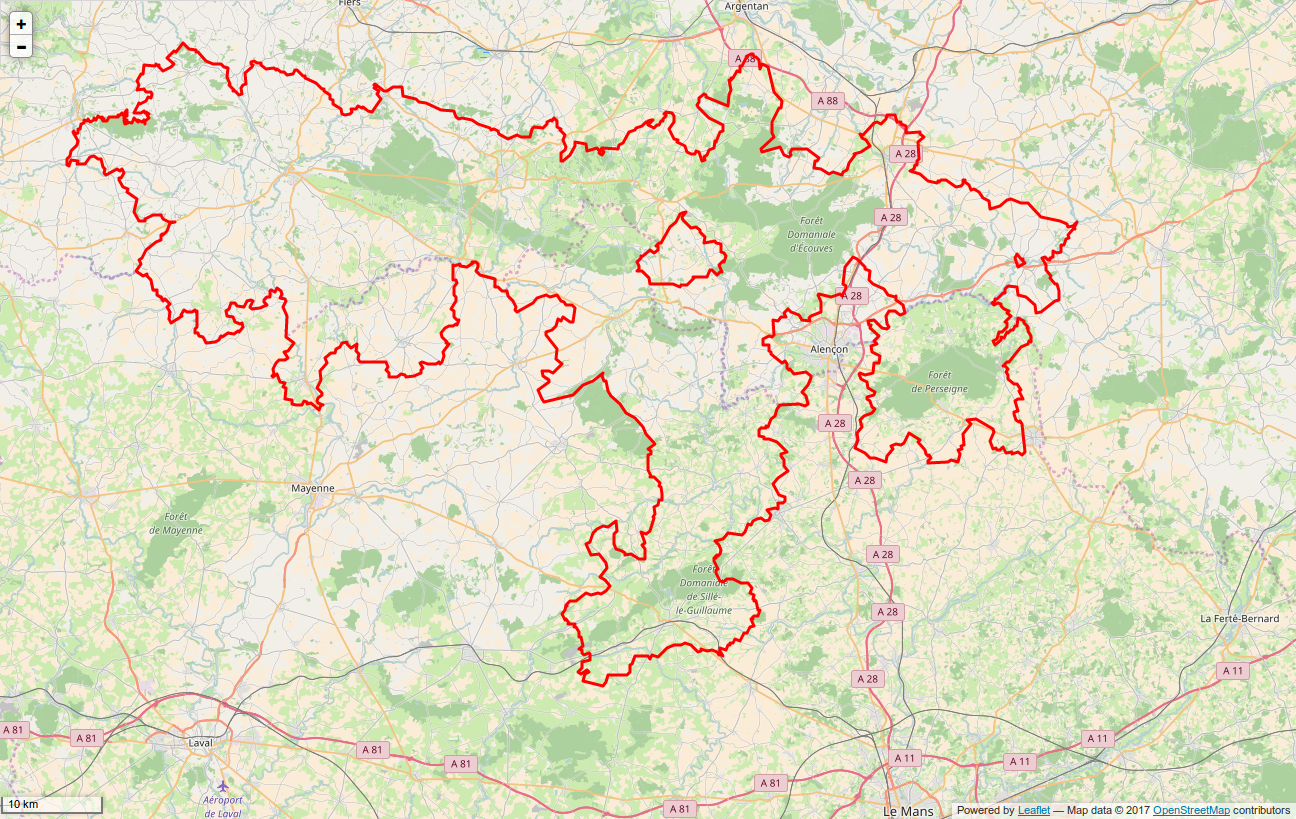
Lage des Parks

Der Regionale Naturpark Normandie-Maine (frz. Parc naturel régional Normandie-Maine) liegt in den französischen Départements Manche und Orne in der Region Normandie, sowie Mayenne und Sarthe in der Region Pays de la Loire.
Der Park erstreckt sich etwa zwischen den Orten:
- Argentan im Norden,
- Mamers im Osten,
- Évron im Süden und
- Mortain-Bocage im Westen.

Im Osten schließt der Regionale Naturpark Perche (frz. Parc naturel régional du Perche) an.

## Parkverwaltung

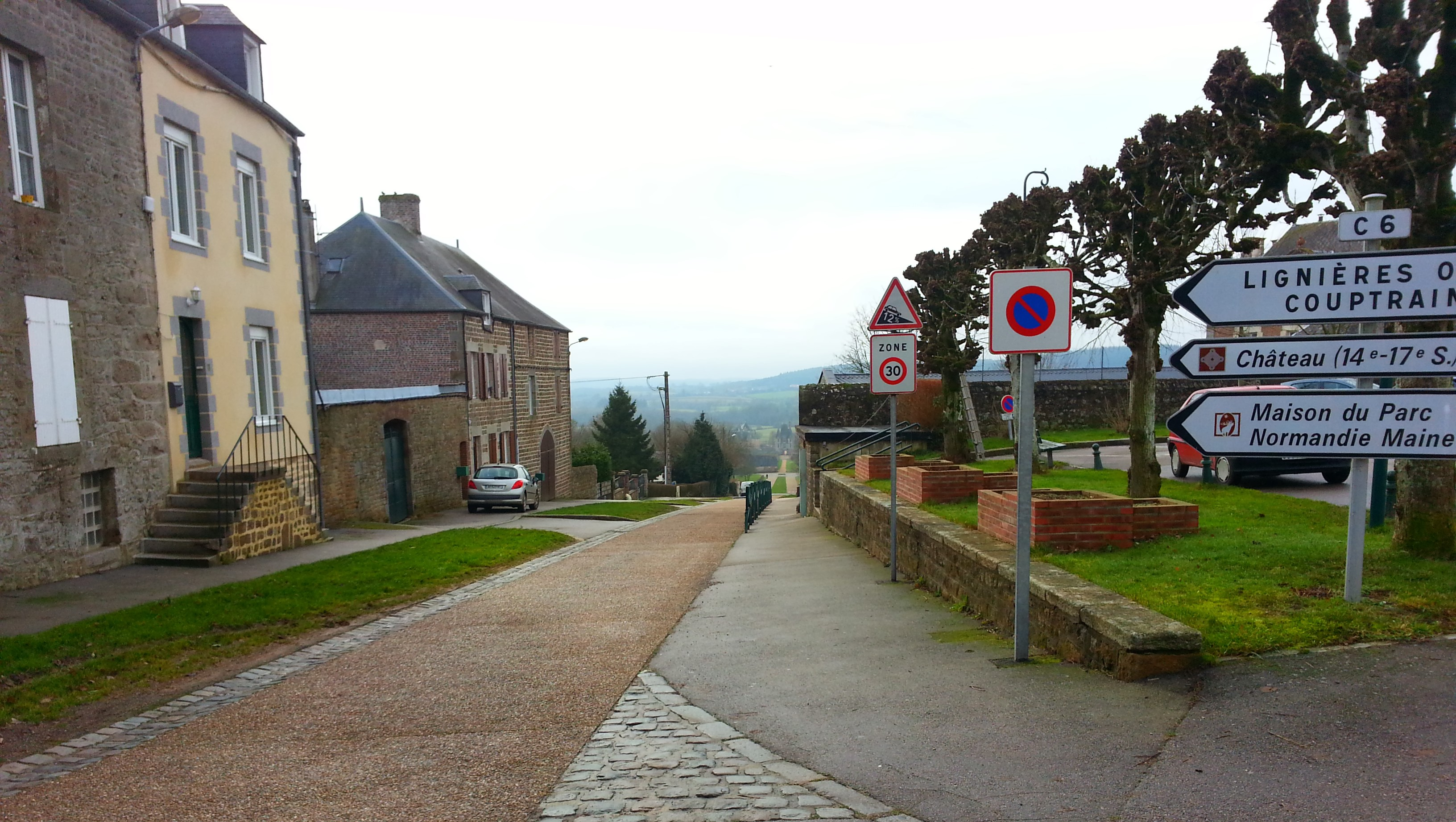
Maison du Parc in Carrouges

Die Gründung des Naturparks erfolgte am 23. Oktober 1975 und umfasst heute eine Fläche von rund 257.600 Hektar. Die Parkverwaltung mit dem „Maison du Parc“ hat ihren Sitz in Carrouges (48° 33′ 48″ N, 0° 9′ 1″ W). 138 Gemeinden (Stand 1. Januar 2018) mit einem Einzugsgebiet von etwa 92.000 Bewohnern bilden den Park, weitere 14 Gemeinden sind als „Zugangsorte“ mit dem Naturpark assoziiert.

## Größere Orte im Park

### Im Département Orne
- La Ferté-Macé
- Sées

### Im Département Mayenne
- Ambrières-les-Vallées
- Lassay-les-Châteaux

### Im Département Sarthe
- Sillé-le-Guillaume
- Villeneuve-en-Perseigne

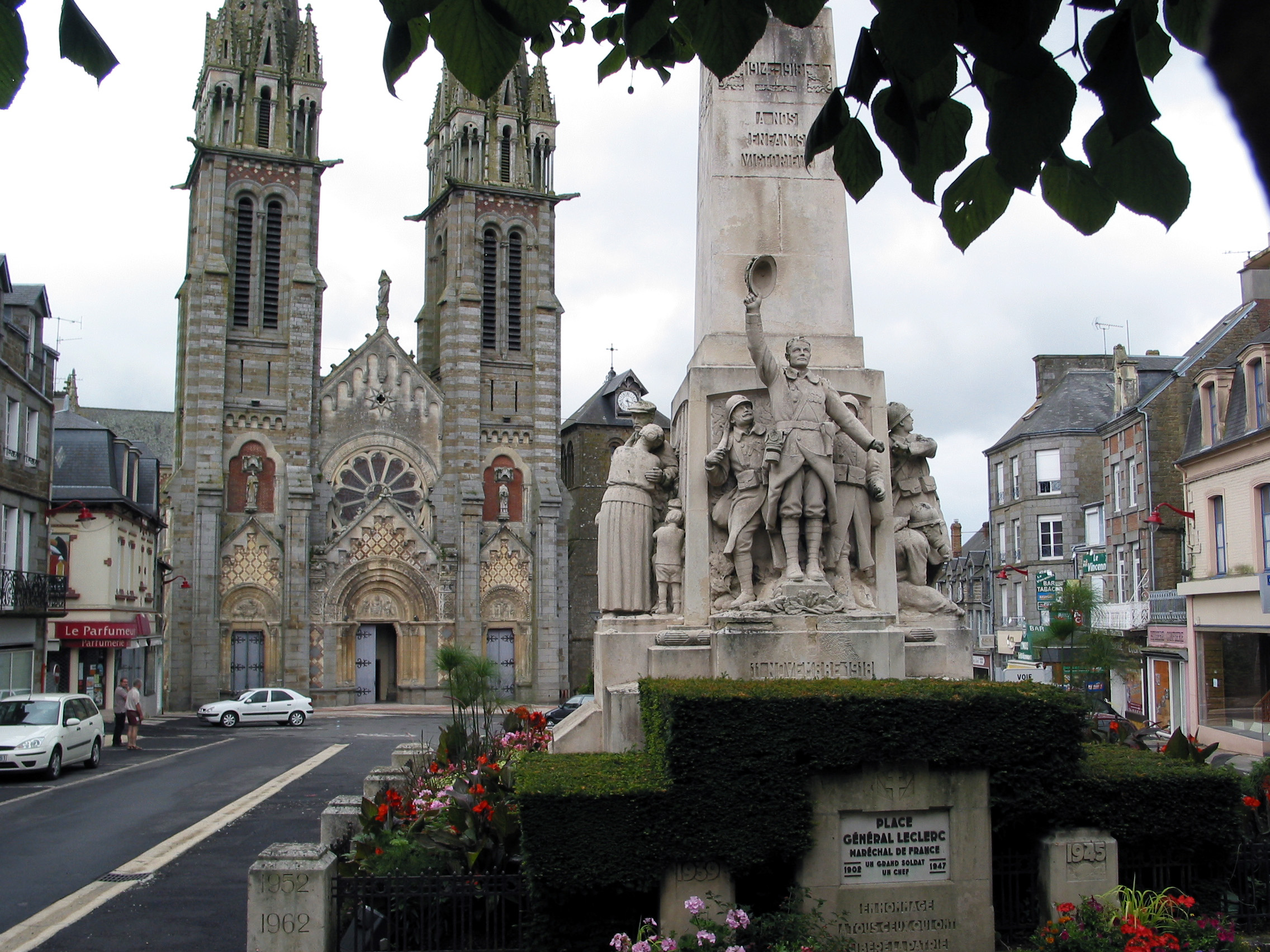
Place Leclerc in La Ferté-Macé
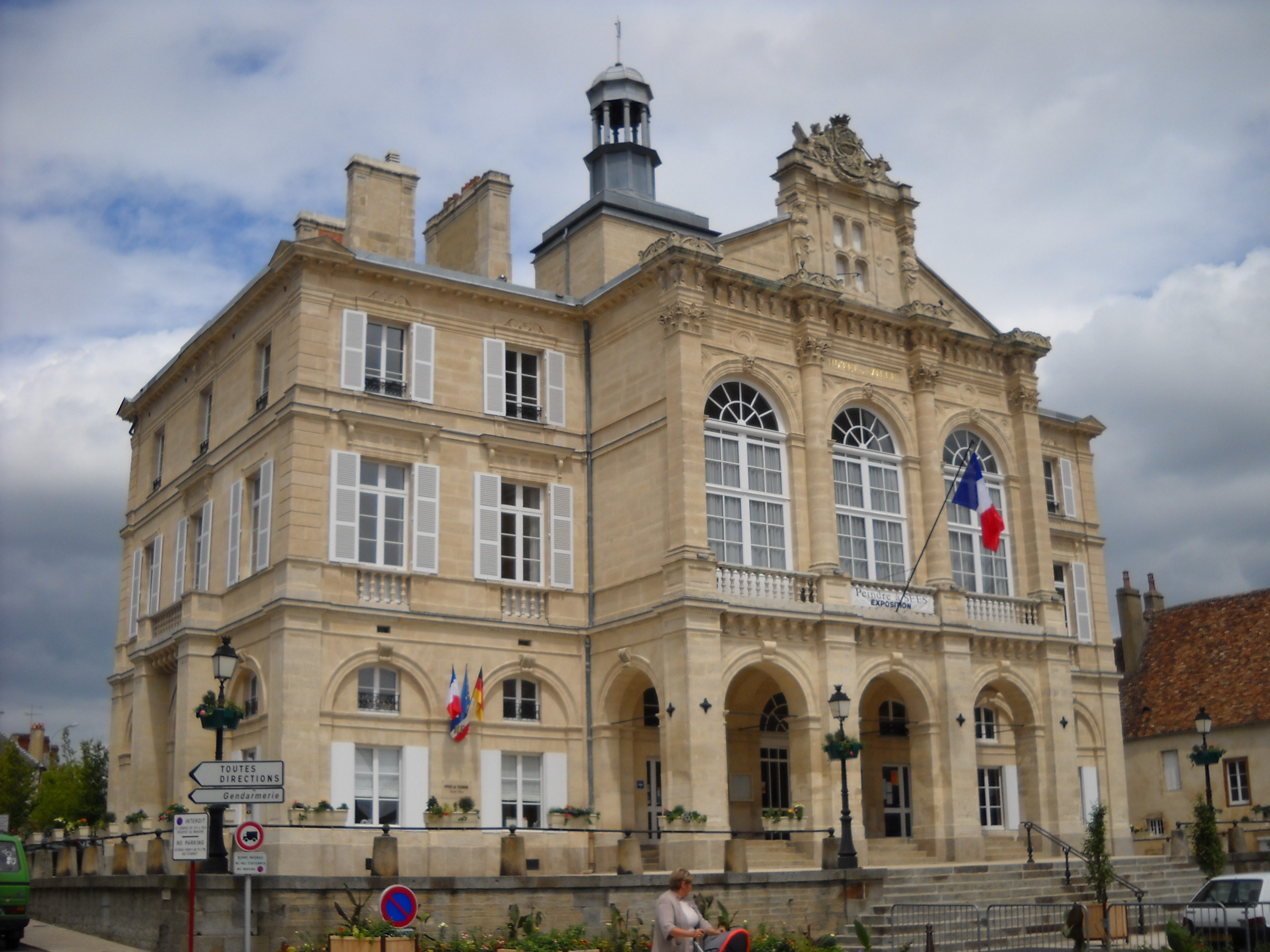
Rathaus von Sées
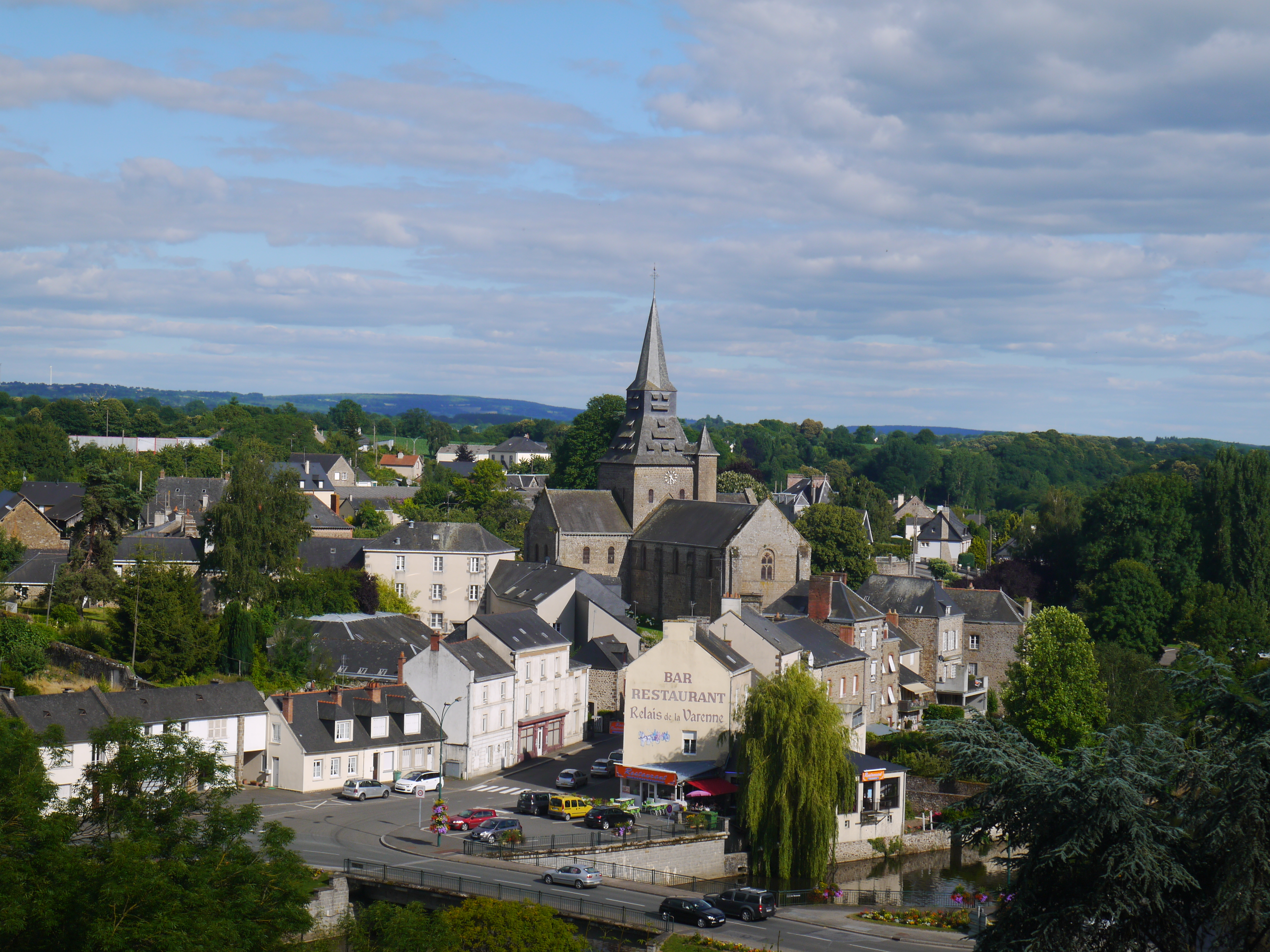
Ortsansicht von Ambrières-les-Vallées
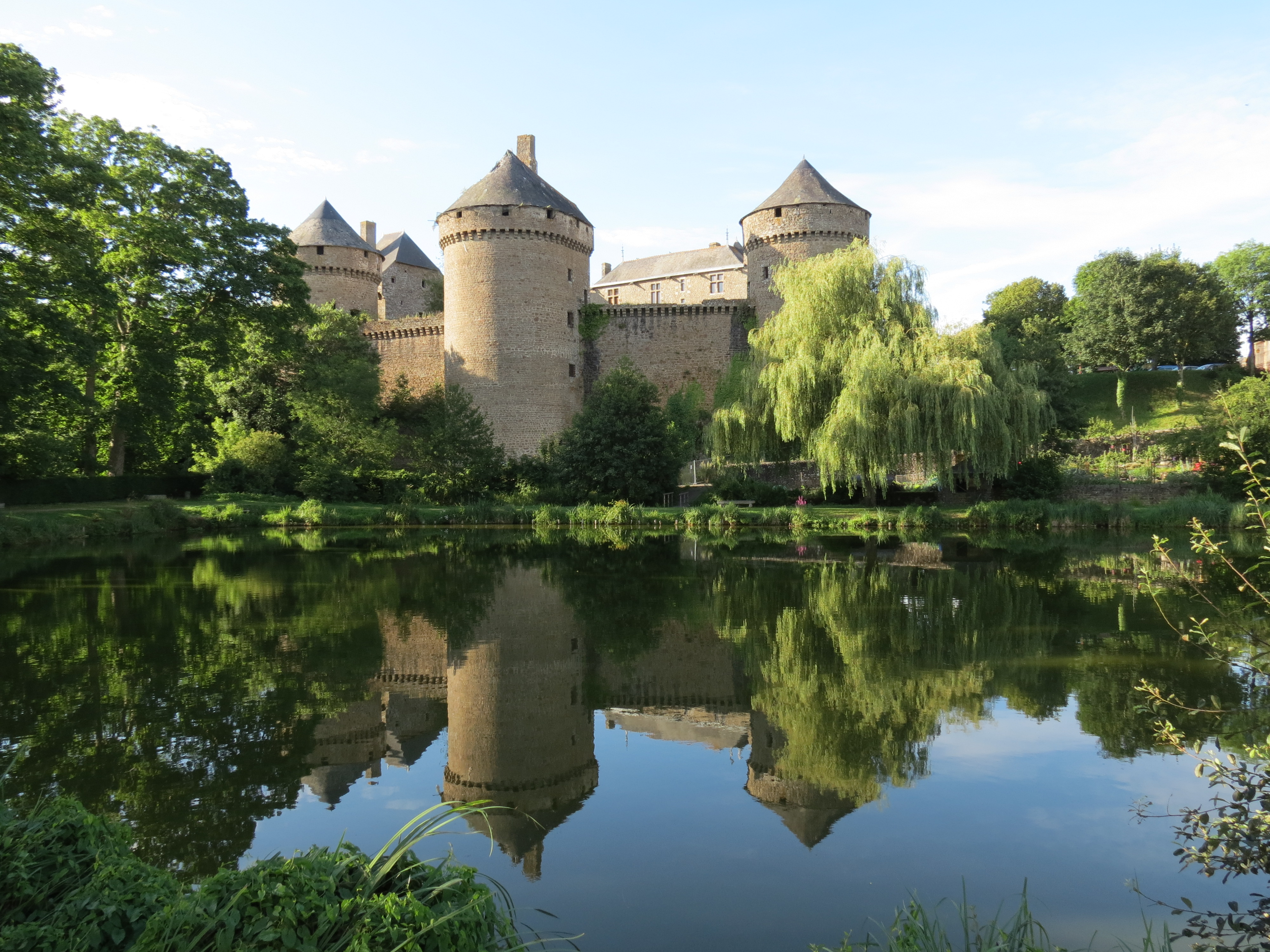
Schloss Lassay in Lassay-les-Châteaux
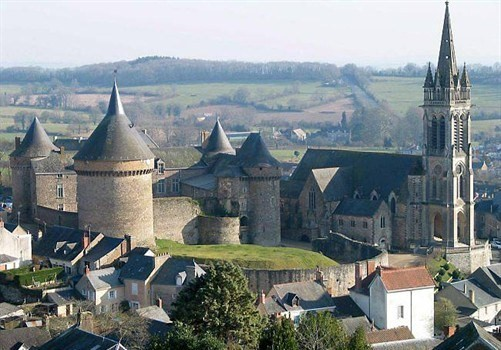
Schloss und Kirche von Sillé-le-Guillaume
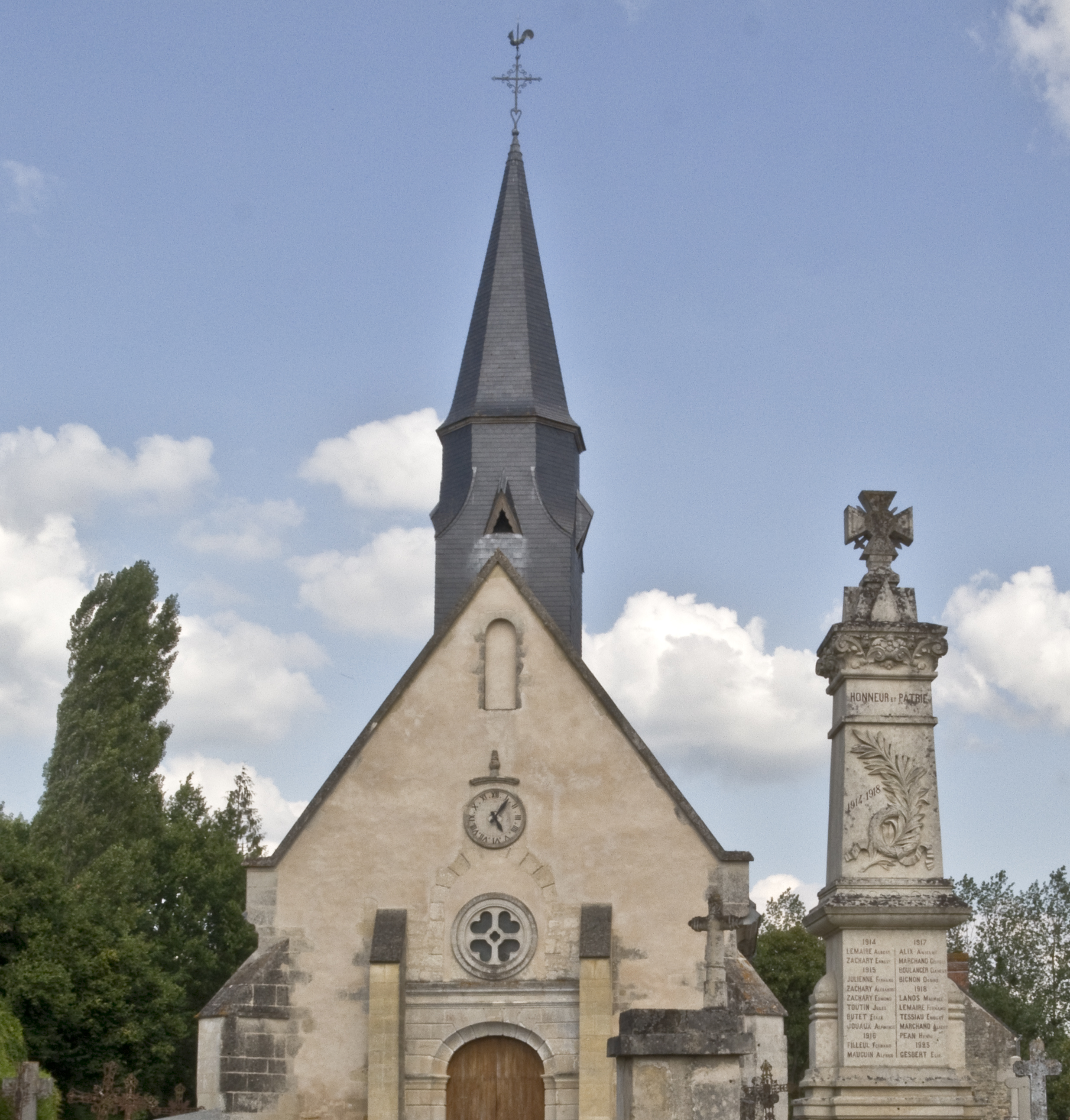
Dreifaltigkeitskirche von Roullée, Gemeinde Villeneuve-en-Perseigne

## Landschaft
Der Naturpark im Grenzgebiet zwischen der Normandie und dem Pays de la Loire liegt geologisch betrachtet in der Übergangszone des Armorikanischen Massivs und des Pariser Beckens. Daraus ergeben sich auch unterschiedliche Landformen und Landnutzungen. Während der westliche Teil einen sehr beschaulich-ländlichen Charakter aufweist, ist im östlichen Teil, besonders in der Umgebung von Alençon – das selbst nicht zum Gebiet des Naturparks gehört – eine stärkere wirtschaftliche Nutzung gegeben. Charakteristisch für das riesige Parkgebiet sind seine Bocage-, Wald- und Obstwiesen-Landschaften, durchkreuzt von Flüssen und Seen sowie Sumpf-, Heide- und Hochmoor- Landschaften. Besonders zu erwähnen sind die großen zusammenhängenden Waldgebiete Forêt des Andaines und Forêt d’Écouves, in dessen Umfeld sich auch die größten Erhebungen des Naturparks befinden. Im südlichen Abschnitt des Gebiets liegen die Alpes Mancelles mit ihren steinigen, bewaldeten Steilhängen.
Auf den Streuobstflächen des Gebietes werden häufig Birnenbäume angepflanzt, deren Ernte in traditioneller Weise zur Produktion von Birnen-Cidre (frz. Poiré) verwendet wird, einer speziellen Abart des üblichen Apfel-Cidre. In Barenton gibt es das Musée de Poiré, das sich diesem Thema speziell widmet.

### Höchste Erhebungen
- Mont des Avaloirs (416 m) (48° 27′ 2″ N, 0° 8′ 40″ W)
- Signal d’Écouves (413 m) (48° 33′ 0″ N, 0° 2′ 3″ O)
- Butte Chaumont (378 m) (48° 28′ 50″ N, 0° 1′ 37″ W)

### Größere Waldgebiete
- Forêt de Mortain, östlich vom Mortain
- Forêt des Andaines, bei Bagnoles-de-l’Orne
- Forêt d’Écouves, bei Fontenai-les-Louvets (heute: L’Orée-d’Écouves)
- Forêt de Perseigne, südlich von Villeneuve-en-Perseigne
- Forêt de Sillé, nördlich von Sillé-le-Guillaume

### Flusstäler
- Einzugsgebiet im Oberlauf der Orne, im Norden, mit den Zuflüssen
  - Sennevière,
  - Thouane,
  - Baize und
  - Cance.
- Einzugsgebiet im Oberlauf der Sarthe, im Osten und Süden, mit den Zuflüssen
  - Vézone,
  - Briante,
  - Sarthon,
  - Merdereau,
  - Vaudelle und
  - Orthe.
- Einzugsgebiet im Oberlauf der Mayenne, im Zentrum und im Süden, mit den Zuflüssen
  - Aisne,
  - Gourbe,
  - Vée und
  - Varenne
- Einzugsgebiet im Oberlauf der Sélune, im Westen, mit den Zuflüssen
  - Rivière de Saint-Jean und
  - Cance.

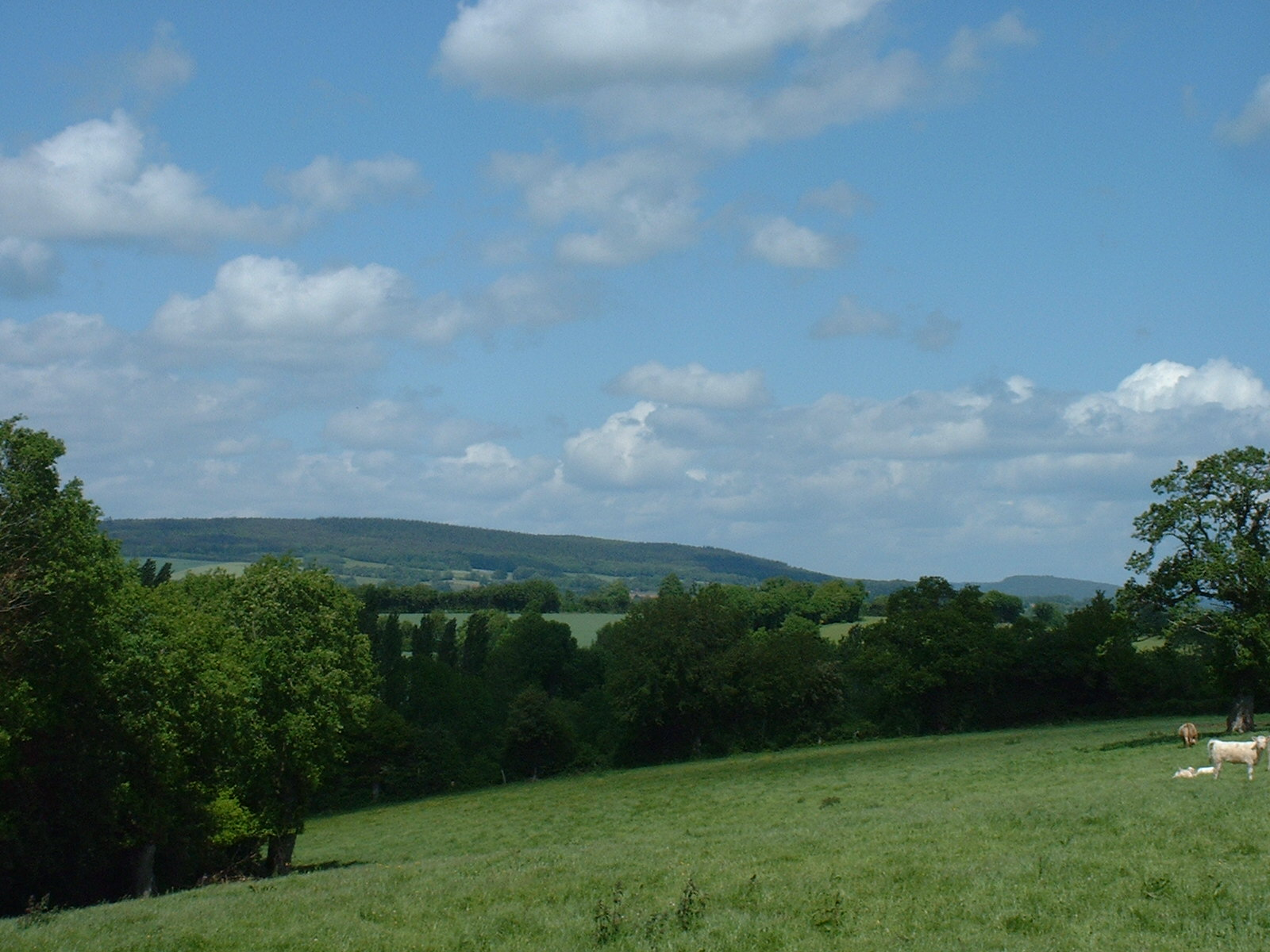
Typische Hügellandschaft im Naturpark
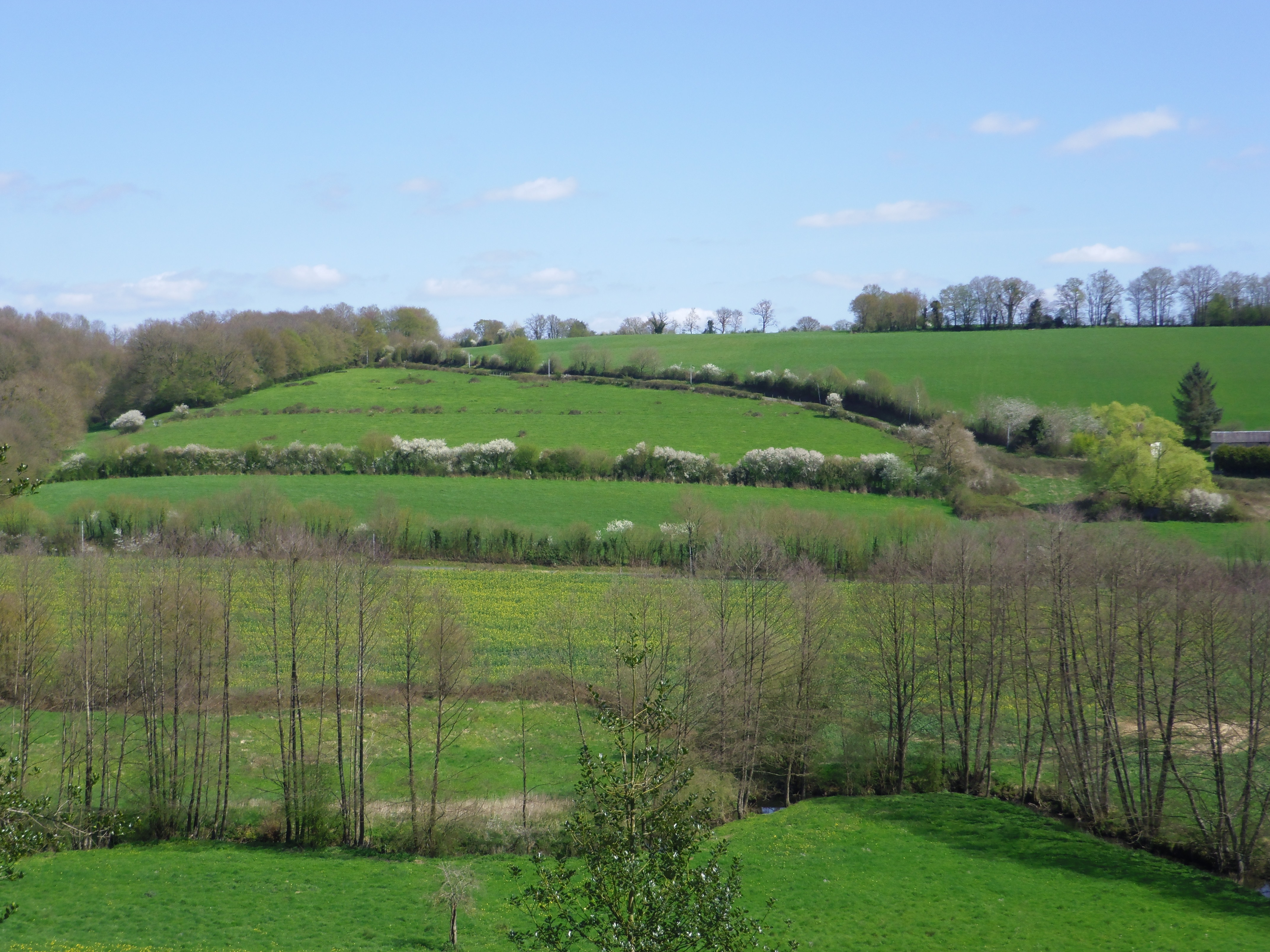
Typische Bocage-Landschaft
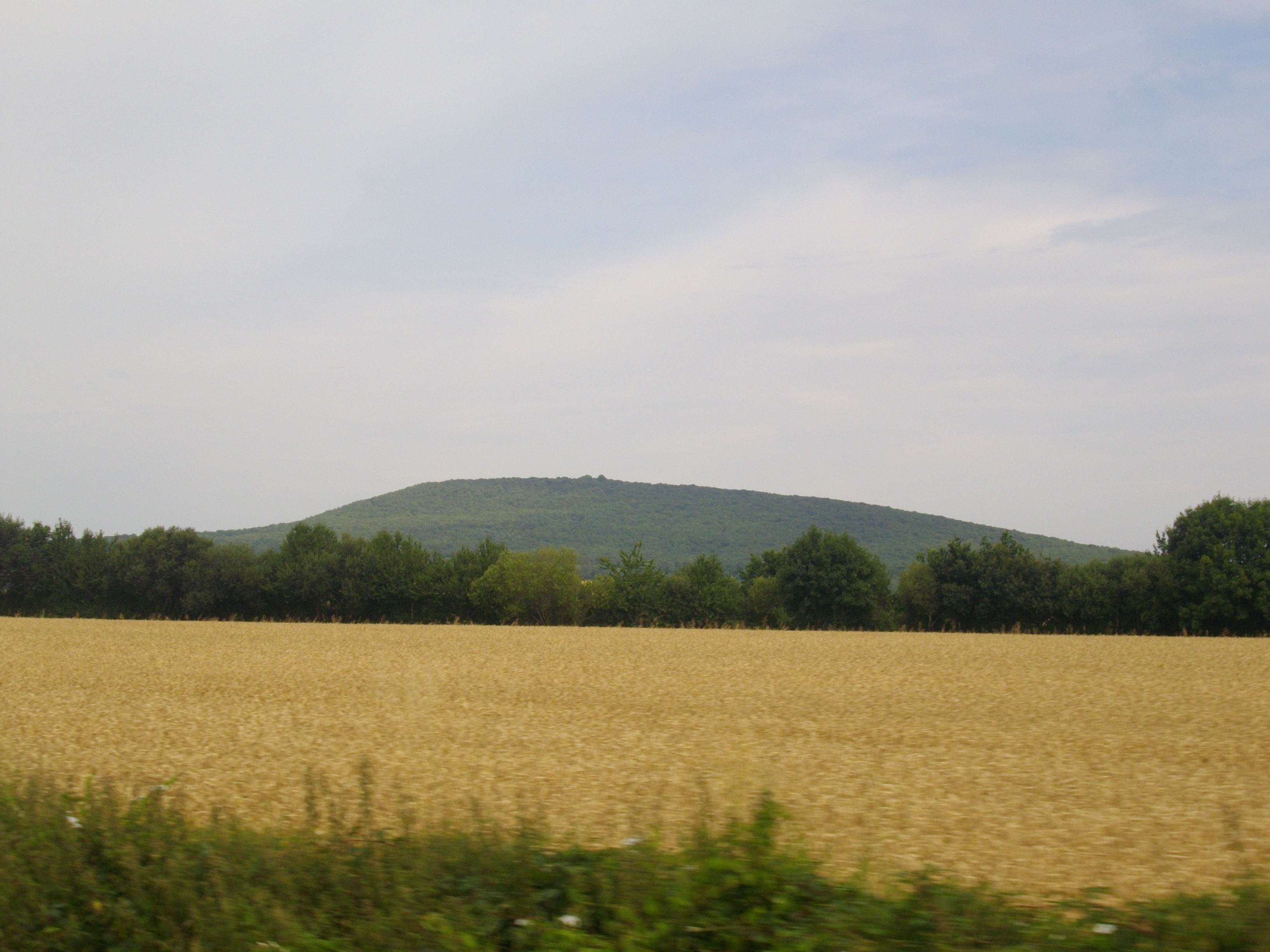
Gipfel Butte Chaumont (378 m)
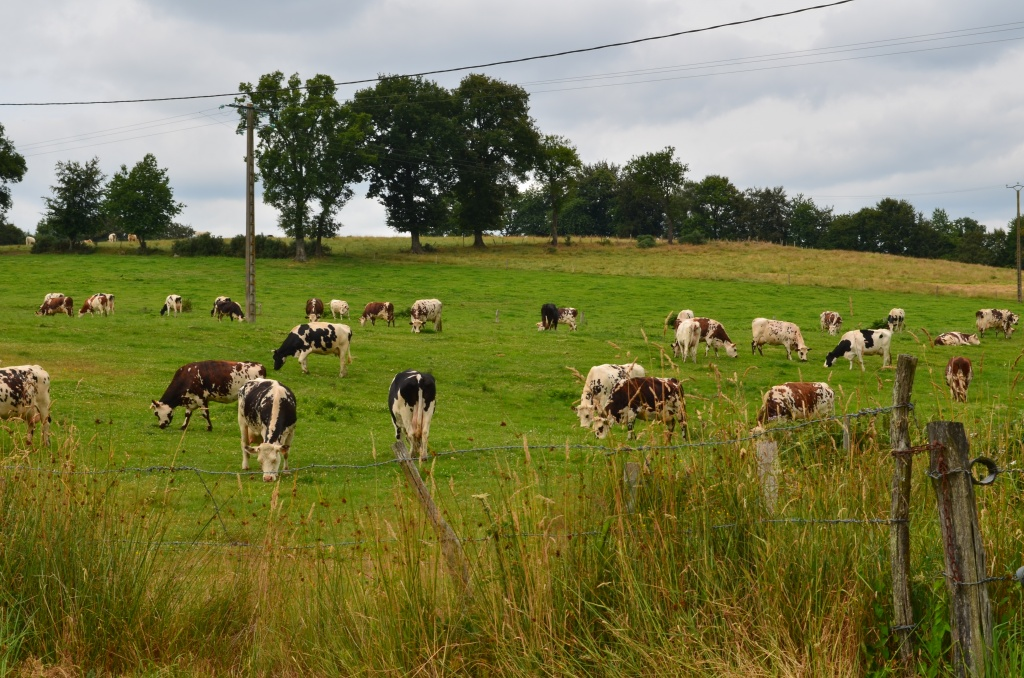
Viehweiden bei Champsecret
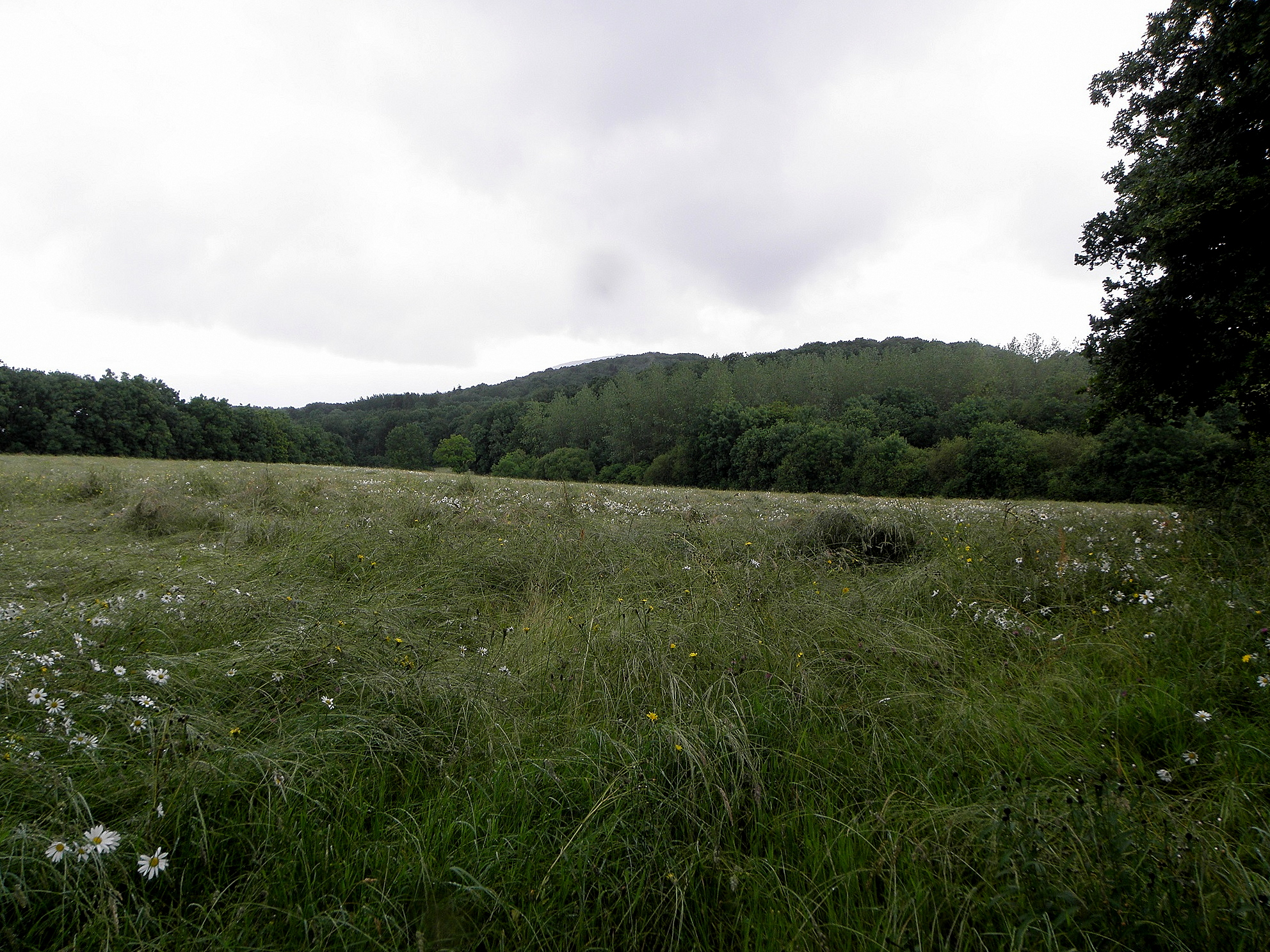
Wiese im Forêt d’Écouves
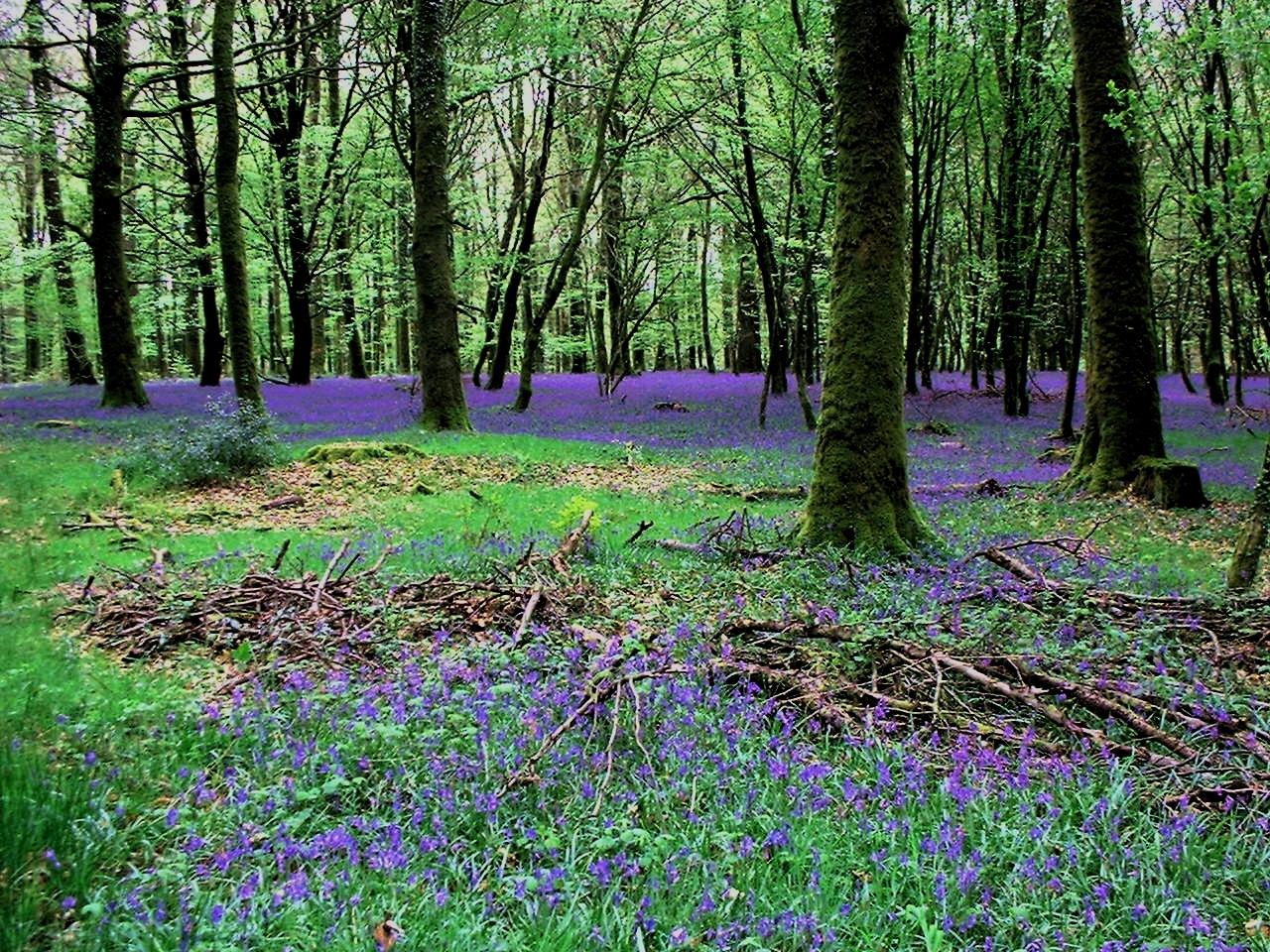
Waldblumen im Forêt d’Andaines

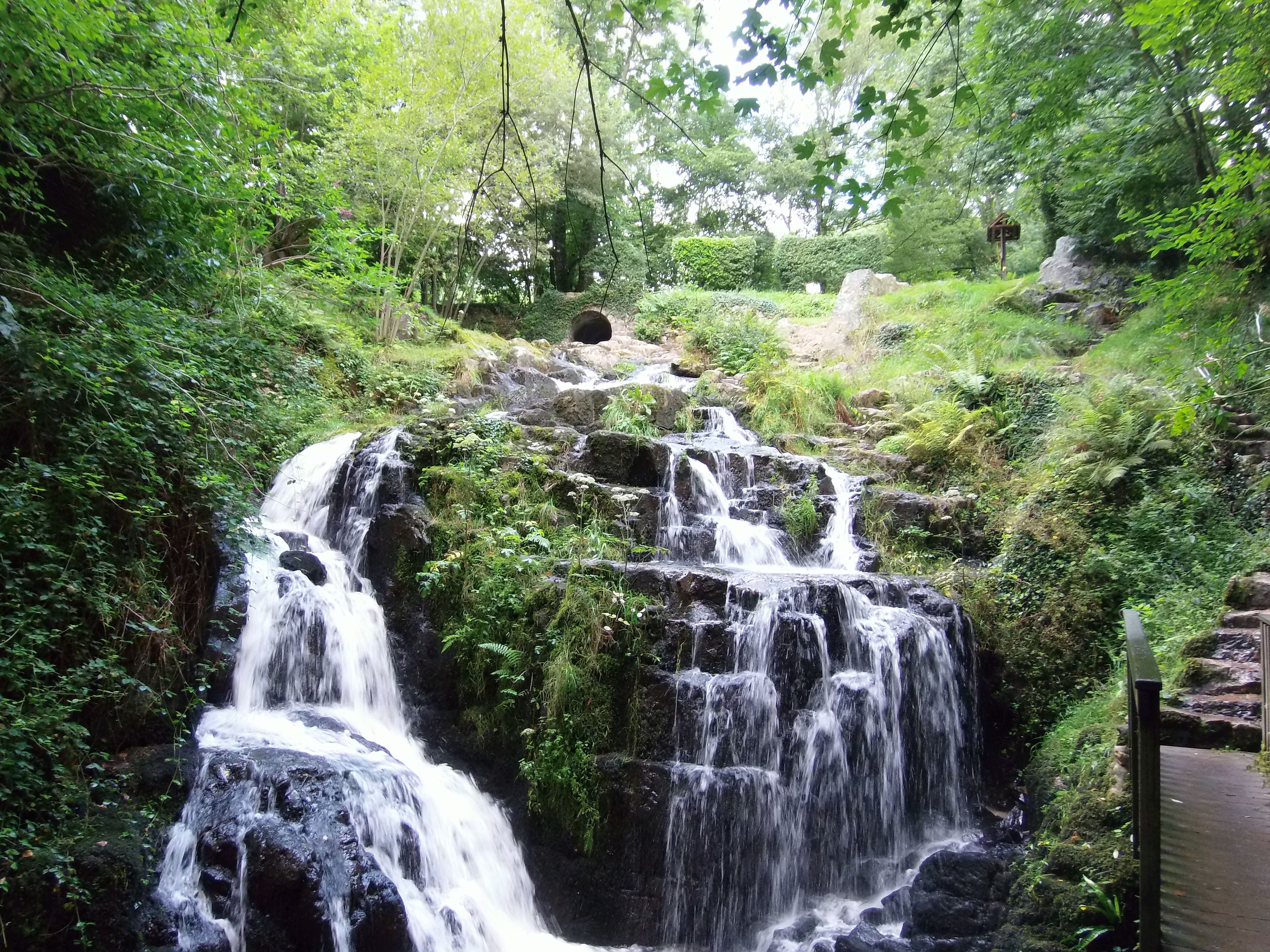
Wasserfall der Cance bei Mortain
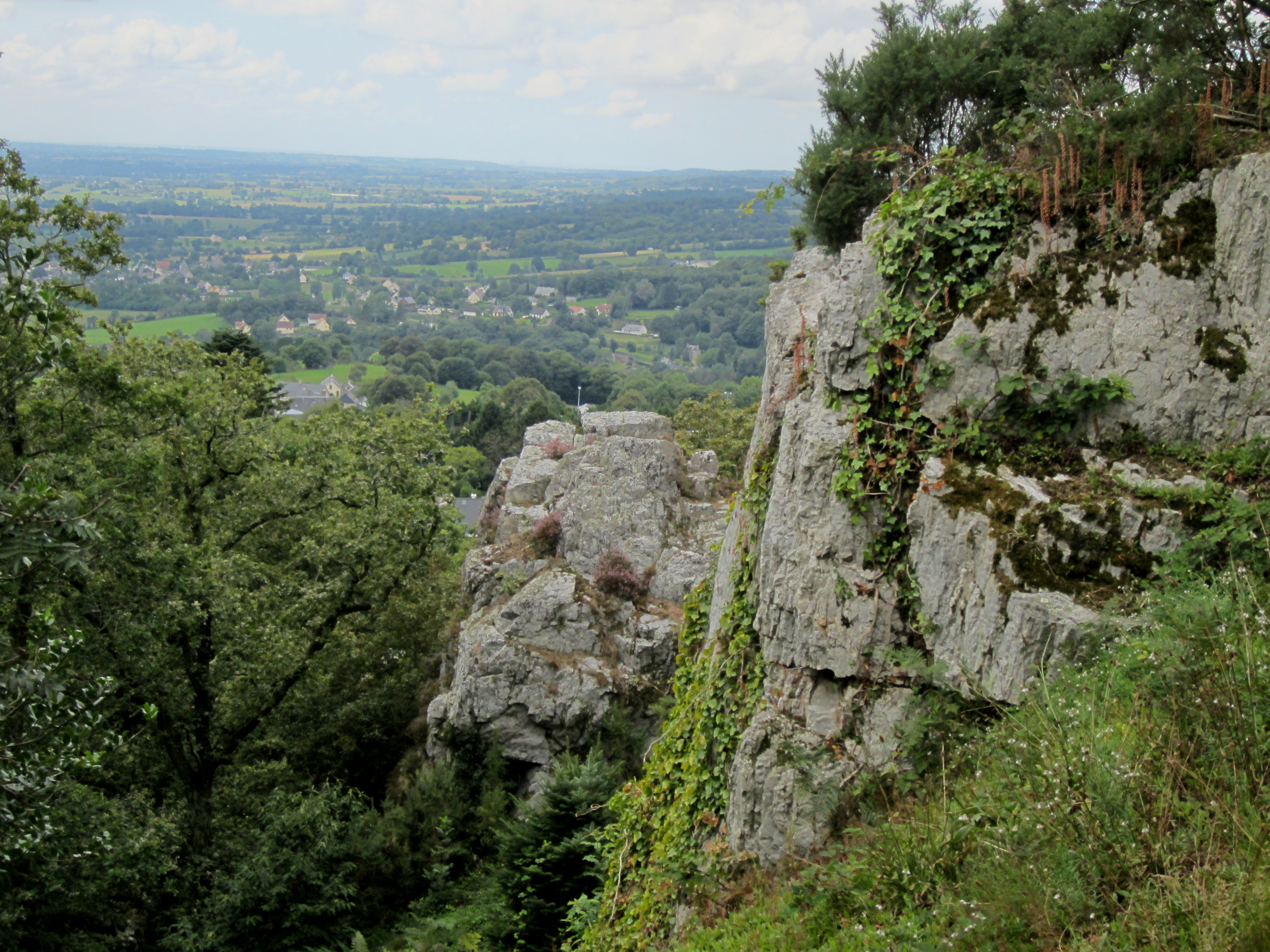
Felsformationen bei Mortain
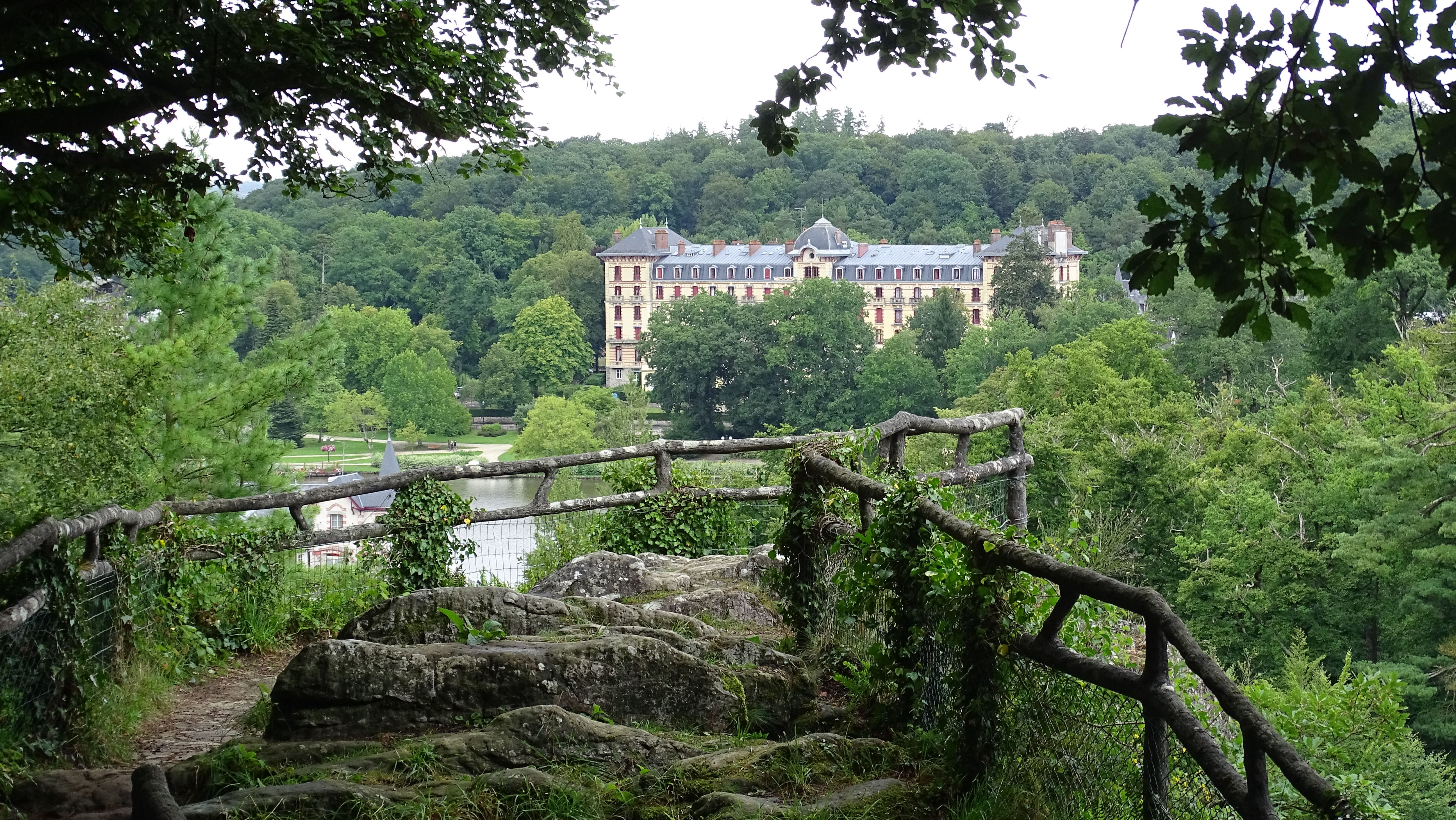
Schloss von Bagnoles-de-l’Orne
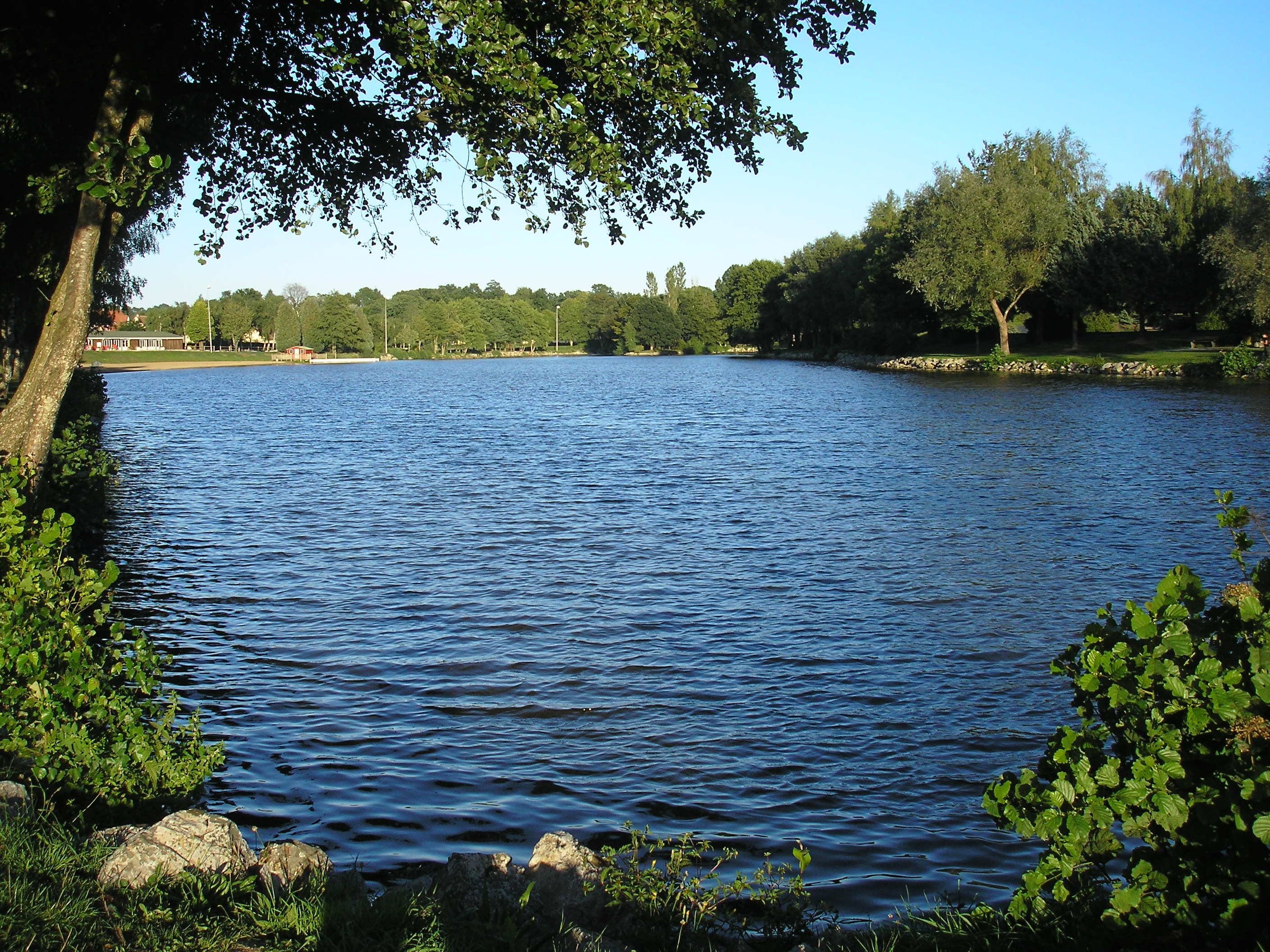
See von La Ferrière-aux-Étangs
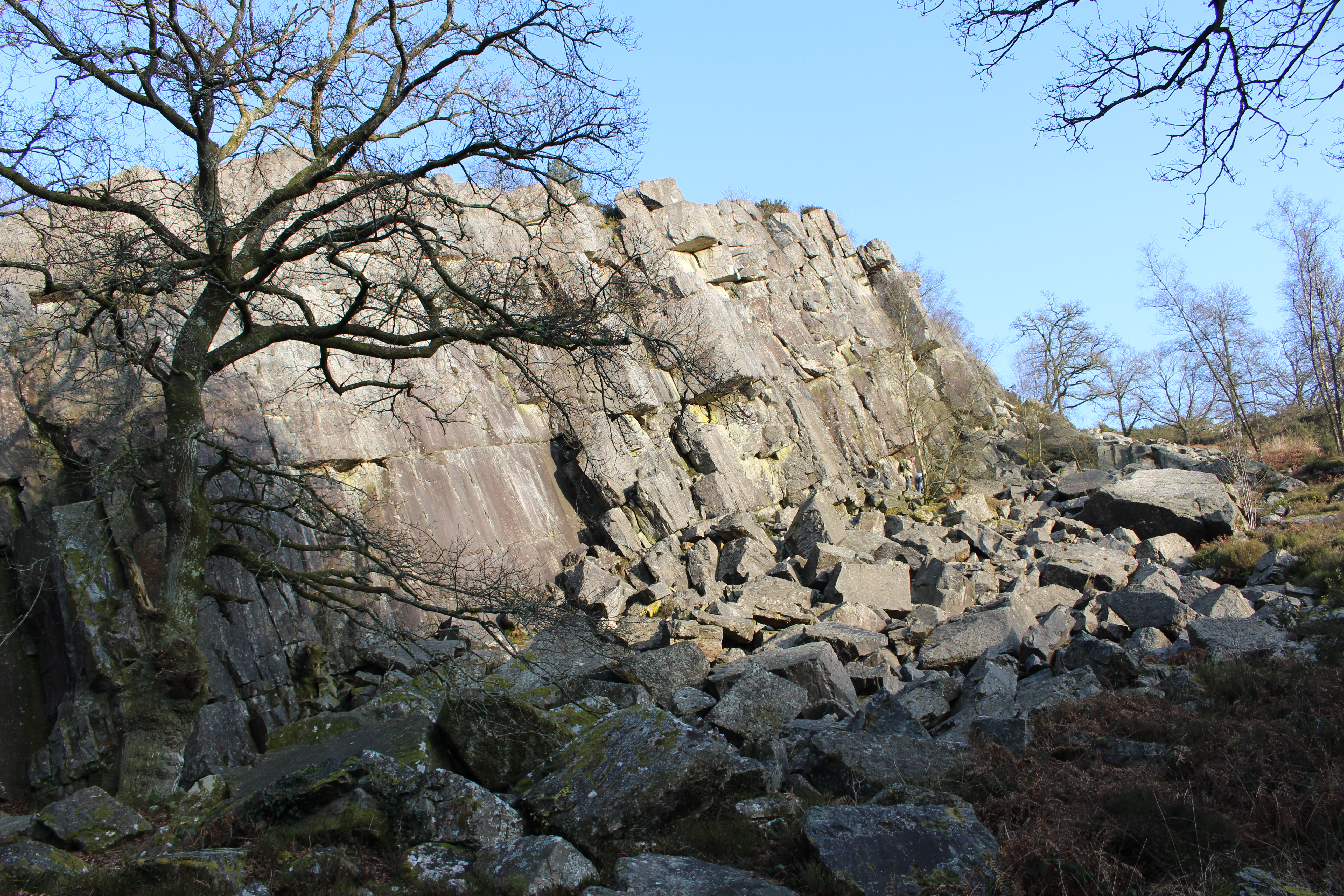
Fosse Arthour in Saint-Georges-de-Rouelley
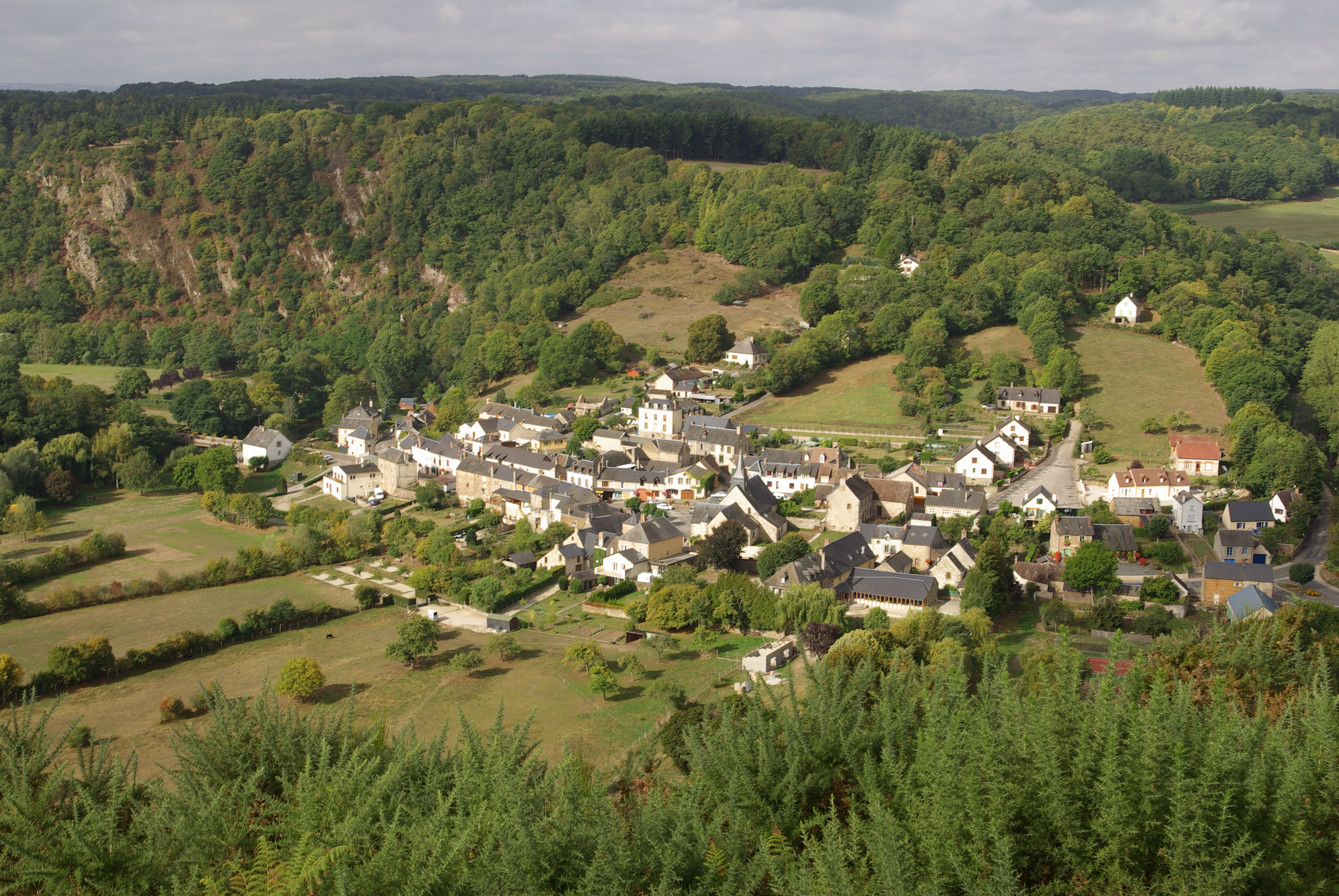
Saint-Léonard-des-Bois in den Alpes Mancelles